# Inteiro postal

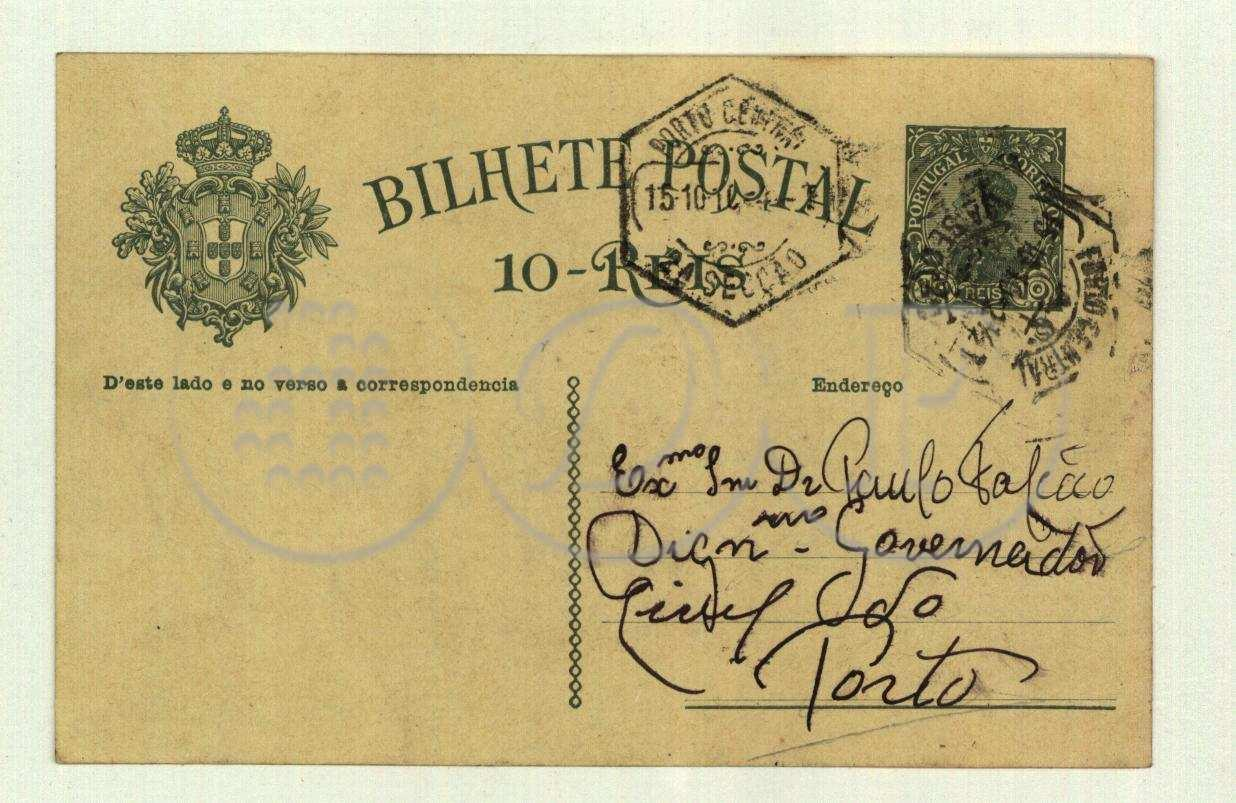
Bilhete-postal de 10 reis, D. Manuel II (1910)

Uma parte de um inteiro postal é um item de papelaria, como envelope carimbado, folha de cartas, cartão postal, cartão de carta, aerograma ou embalagem, com um carimbo ou inscrição impressa indicando que uma taxa específica de postagem ou serviço relacionado foi pré-paga. No entanto, não inclui cartão postal sem carimbo pré-impresso.

## Tipos de inteiros postais
Cabem na definição acima os seguintes tipos de peças filatélicas:
- Peças com selo impresso em relevo ou tipografado. Exemplos: Bilhete-postal de 50 reis, D. Luiz I, fita direita", "Bilhete-postal de 10 reis, D. Luiz I, tipografado.
- Peças sem selo impresso, mas que eram vendidas aos balcões dos correios com selo impresso. Exemplos: Bilhetes-Postais de Boas-Festas da emissão de 1936, que eram vendidos pelo preço de $50, tendo colado o selo de $25, azul, do tipo "Tudo pela Nação".
- Peças sem selo impresso, mas com uma marca ou inscrição indicando o porte que foi pago. Exemplos: Bilhete-Postal da Emissão Comemorativa do V Centenário do Nascimento do Infante D. Henrique, e Bilhete-Postal da Emissão Comemorativa do VII Centenário do Nascimento de Santo António de Lisboa.
- Peças com ou sem selo impresso, que embora vendidas ao público a um determinado preço, apenas indicam que o porte correspondente ao serviço foi pago, sem indicarem qualquer taxa. Exemplos: Bilhete-Postal de taxa paga.

## Inteiros Postais no Brasil
O Brasil instituiu o inteiro-postal pelo Decreto nº 7695, de 28/04/1880, proposto pelo Ministro da Agricultura, Comércio e Obras Públicas, conselheiro Manuel Buarque de Macedo, integrante do gabinete que subiu ao poder em 28/03/1880. Na exposição de motivos dessa legislação, dirigida a D. Pedro II, foi destacado:
“Segundo Vossa Majestade Imperial se dignará ver, a primeira de tais alterações é a que estabelece o uso dos bilhetes-postais geralmente admitidos nos outros Estados e ainda em França, onde aliás houve durante algum tempo certa repugnância ou hesitação em os receber; os bilhetes-postais são de intuitiva utilidade para a correspondência particular, e, longe de restringir o número de cartas, como poderá parecer, verifica-se, ao contrário que um dos seus efeitos é aumentá-lo.”
Na ocasião, ocupava a Direção da Repartição dos Correios, Luís Plínio de Oliveira, nomeado para o cargo em 1865, depois de ter publicado três anos antes, o “Relatório sobre a Organização dos Correios da Inglaterra e França”.

## Classificação dos inteiros postais
Os inteiros postais podem ser classificados segundo vários critérios:
- A maneira de os disponibilizar e utilizar. Inclui emissões dos correios, emissões de serviço oficial, emissões militares e emissões particulares;
- As características físicas do papel ou cartolina sobre o qual o selo, marca ou inscrição foi impresso. Abrange cartas postais, incluindo aerogramas, sobrescritos, bilhetes postais, cartões-postais / bilhetes-cartas, cintas de jornais e impressos de diversos tipos;
- O serviço postal ou a fim para o qual foram emitidos. Compreende serviço postal (via de superfície e via aérea), registos, telégrafo, recibos de taxas diversas, certificados de expedição de encomendas postais, ordens de pagamento, vales postais e outros documentos com selos postais impressos ou correspondente marca ou inscrição.